# Holladay
Holladay é uma cidade localizada no estado norte-americano do Utah, no Condado de Salt Lake.

## Demografia
Segundo o censo norte-americano de 2000, a sua população era de 14.561 habitantes.
Em 2006, foi estimada uma população de 25.308, um aumento de 10747 (73.8%).

## Geografia
De acordo com o United States Census Bureau tem uma área de 13,8 km², dos quais 13,8 km² cobertos por terra e 0,0 km² cobertos por água.

## Localidades na vizinhança
O diagrama seguinte representa as localidades num raio de 8 km ao redor de Holladay.